# Warłaam (Pikałow)
Warłaam, imię świeckie: Konstantin Wasiliewicz Pikałow (ur. 3 grudnia?/15 grudnia 1885 w Liwnach, zm. 2 sierpnia 1946 w Niżnym Tagilu) – rosyjski biskup prawosławny.

## Życiorys
W 1907 ukończył Wołyńskie Seminarium Duchowne w Żytomierzu, po czym wstąpił do Moskiewskiej Akademii Duchownej i w 1911 uzyskał w niej tytuł kandydata nauk teologicznych. Rok wcześniej złożył wieczyste śluby mnisze z imieniem Warłaam, 14 kwietnia 1910 został hierodiakonem, zaś 12 marca 1911 – hieromnichem. Od 1911 do 1912 wykładał w seminarium duchownym w Nowogrodzie, następnie pracował w Kazańskiej Akademii Duchownej (do 1913) oraz w Aleksandrowskim seminarium duchownym w Ardonie (do 1914). Od 1914 do 1916 kierował monasterem w Jabłoczynie (eparchia połtawska). W 1916 podniesiony do godności archimandryty, w tym samym roku objął zarząd monasteru Przemienienia Pańskiego w Saratowie, a następnie monasteru Trójcy Świętej w Kalazinie.
9 maja 1921 miała miejsce jego chirotonia na biskupa nowosilskiego, wikariusza eparchii tulskiej. Godność tę pełnił do 1924, jednak jeszcze w 1923 został aresztowany w Saratowie i spędził cztery miesiące w więzieniu. Od 1924 do 1925 był biskupem jefremowskim, wikariuszem eparchii tulskiej; w tym okresie również przez dwa miesiące był uwięziony w Tule. Po uwolnieniu w 1925 wyznaczony na ordynariusza eparchii tulskiej i bielowskiej, jednak jeszcze w tym samym roku został aresztowany i zmuszony do wyjazdu do obwodu twerskiego. W związku z tym w 1926 formalnie przeniesiono go w stan spoczynku.
Zwolniony ze zsyłki w 1928, zamieszkał w Moskwie. Tam w 1931 został ponownie aresztowany pod zarzutem prowadzenia agitacji antyradzieckiej, członkostwa w organizacji monarchistycznej oraz udzielania pomocy osobom odbywającym karę zesłania. Uznany za winnego, został skazany na pięć lat łagru. W 1934, po wcześniejszym zwolnieniu, został skierowany do eparchii jarosławskiej i rostowskiej jako jej wikariusz, z tytułem biskupa rybińskiego. W 1935 przeniesiony na katedrę pskowską, nie wyjechał z Rybińska  i nie objął swoich obowiązków. W roku następnym został aresztowany w Rybińsku i skazany na pięć lat łagru. Karę odbywał w republice Komi, w miejscowości Inta (obóz Uchtpiechłag).
Po zwolnieniu, w 1943, Warłaam (Pikałow) objął urząd arcybiskupa swierdłowskiego, który pełnił przez niecały rok. W sierpniu 1944 został aresztowany w Swierdłowsku i skazany na sześć lat łagrów. Zmarł w 1946 w obozie w Niżnym Tagile (obwód swierdłowski).